# Johannes Lebek
Johannes Lebek (geboren 21. Januar 1901 in Zeitz; gestorben 8. Oktober 1985 in Adelebsen) war ein deutscher Holzschneider, Grafiker und Buchillustrator.

## Leben
Johannes Lebek wurde am 21. Januar 1901 als Sohn eines Grubenarbeiters in Zeitz geboren. Nach dem Tod des Vaters lebte er von 1911 bis 1915 in einem Waisenhaus in Torgau. Er absolvierte von 1915 bis 1917 eine Tischlerlehre in Birnbaum an der Warthe. Anschließend arbeitete er in der Holzindustrie seiner Heimatstadt.
Von 1920 bis 1922 nahm er Zeichen- und Malunterricht bei Anton Klamroth (1860–1929) in Leipzig. 1926 wurde er Mitglied des Ostthüringer Künstlerbundes und beteiligte sich erstmals an einer Kunstausstellung. Von 1931 bis 1934 studierte er an der Akademie für graphische Künste und Buchgewerbe Leipzig und wurde Meisterschüler bei Holzschneider und Illustrator Hans Alexander Müller (1888–1962). Hier erfolgten erste Veröffentlichungen in den Werkstätten der Akademie: Mappenwerk „Straßen und Brücken“ und die Blockbücher „Der Lehrling“, „Elisabethchen“ und „Die Springsteine“.
In der Zeit des Nationalsozialismus war Lebek Mitglied der Reichskammer der bildenden Künste. Er nahm in dieser Zeit an mindestens neun Ausstellungen teil, darunter die Wanderausstellung Die Straßen Adolf Hitlers in der Kunst, auf der Arbeiten seiner Serie Straßen und Brücken gezeigt wurden. Zwischen 1934 und 1939 nahm Lebek an sogenannten Notstandsarbeiten teil. Er schuf in dieser Zeit die Zyklen „Pommersche Landschaften“ und „Knapsackbilder“ (Braunkohlewerk bei Köln). Von 1939 bis 1944 war er als Technischer Zeichner bei den Junkers Flugzeug- und Motorenwerken in Dessau tätig. 1945 wurde er in die Wehrmacht einberufen und war von 1945 bis 1946 in amerikanischer Kriegsgefangenschaft in Frankreich. Ab 1946 arbeitete er als freischaffender Künstler in Zeitz.
Von 1954 bis 1958 war er Dozent für Naturstudium und Leiter Holzschnittwerkstatt an der Hochschule für Grafik und Buchkunst Leipzig. Einer seiner Schüler war Heiner Vogel. 1953 wurde Lebek Gründungsmitglied der internationalen Holzschneidervereinigung XYLON, deren Präsident Frans Masereel war. 1958 wurde er aus politischen Gründen von der Leipziger Hochschule entlassen. Er konnte jedoch noch 1962/1963 und 1967/1968 an der Fünften und VI. Deutschen Kunstausstellung in Dresden teilnehmen. Christliche Verlage veröffentlichten seine Arbeiten.
1969 siedelte er nach Adelebsen bei Göttingen über. Von 1971 bis 1982 gestaltete er „Lebenserinnerungen“, die als Beilage in der Kunstzeitschrift „Illustration 63“ veröffentlicht wurden. Er starb am 8. Oktober 1985 in Adelebsen. Werke von Johannes Lebek sind in der museumseigenen Sammlung im Torhaus des Schloss Moritzburg in Zeitz aufbewahrt. Ein bedeutender Teil der Sammlung wurden dem Museum als Depositum von den Erben des Künstlers übergeben. 2001 Schloss Moritzburg entstand das Kunst- und Museumspädagogische Zentrum Johannes Lebek in Zeitz.

## Auszeichnungen
- 1937 Silbermedaille für das Blockbuch „Elisabethchen“ auf der Weltausstellung in Paris.
- Einrichtung des Kunst- und Museumspädagogische Zentrum Johannes Lebek der Stadt Zeitz.[2]

## Werke

### Holzschnitte (Auswahl)
- Mädchen an der Bohrmaschine (1933, 18,5 × 14 cm)
- Vor dem Tag der Bereitschaft (auf der Fünften Deutschen Kunstausstellung)[3]
- Herbst (auf der Fünften Deutschen Kunstausstellung)[4]
- Ein schlichtes Jahr (1967, Zyklus; auf der VI. Deutschen Kunstausstellung)[5]

### Publikationen
- Der Lehrling. 30 Holzschnitte. Selbstverlag, Zeitz 1931.
- Vom Baum, der den Frühling nicht erlebte. Ein Bericht mit Holzschnitten. Reichner, Wien Leipzig Zürich 1935.
- Die Springsteine. Ein Märchen erdacht und in Holz gestochen. Alster Verlag Curt Brauns, Wedel in Holstein 1947.
- Meine Eltern. Ihr Leben in Holzschnitten erzählt. Zeitz 1948. (Selbstverlag, Adelebsen 1985)
- Häuser der Kindheit. Holzschnitte. Zeitz 1949.
- Häuser der Kindheit. Original-Holzschnitte. Mit einem Vorwort von Gottfried Unterdörfer. H. Wegner, Langenhagen 1984.
- Der Sonnengesang des heiligen Franz. Eine Holzschnittfolge. Echter-Verlag, Würzburg 1951. (2. Aufl. 1954)
- Lob Gottes und seiner Schöpfung. Eine Holzschnittfolge. Echter-Verlag, Würzburg 1954.
- Lied der Trauer. Original-Holzschnitte zu dem Gedicht: Lied der Trauer von Arthur Kéleti. Hochschule für Grafik und Buchkunst, Leipzig 1956.
- Holzschnittfibel Verlag der Kunst, Dresden 1962.
- Holzschnittfibel Holzschnitte und Text. 2., verb. u. erw. Aufl. Verlag der Kunst, Dresden 1991, ISBN 3-364-00220-7
- Das Lied von der Schöpfung. Holzschnitte zum 103. Psalm. St. Benno-Verlag, Leipzig 1962.
- Das Lied von der Schöpfung. Holzschnitte zum 103. Psalm. Übertragung von Romano Guardini. Bartmann Verlag, Frechen 1965.
- Marien-Zyklus mit Bildern alter Meister. In Holz geschnitten. Blankenstein, Göttingen 1971.
- Pappelhof. Besuch bei Carl Heinz Kurz, Schriftsteller in Rauschenwasser. Verlag Das Viergespann, Frankfurt (Main) 1974.
- Der Bach vor meinem Haus. Holzschnitte. Rudolf Walter, Göttingen 1976.
- Wiedersehen mit einer Landschaft. Holzschnitte. Leykam, Graz, Wien 1979.
- Urlaub im Allgäu. Mit einem Geleitwort von Arthur Maximilian Miller und 45 Bildern nach Holzschnitten. MZ-Verlagsdruckerei, Memmingen 1981.
- Kinderwelt. Holzschnitte. Zu Gedichten aus alten Lesebüchern. Fuchstaler Presse, Denklingen 1983.

### Buchillustrationen
- Will-Erich Peuckert: Liebe, Fahrten und Abenteuer des Trompeters aus der Zips. Mit Holzschnitten von Johannes Lebek. 5. Aufl. Wiking-Verlag, Berlin 1941.
- Friedrich Griese: Die Wagenburg. Eine Erzählung. Mit 31 Holzschnitten von Johannes Lebek. 116.–125. Tausend. Langen Müller, München 1943.
- Chidher. Ballade von Fried. Rückert mit Holzschnitten von J. Lebek. Alster Verlag Curt Brauns, Wedel in Holstein 1946.
- Jeremias Gotthelf: Die schwarze Spinne. Mit Holzschnitten von Johannes Lebek. Alster Verlag Curt Brauns, Wedel in Holstein 1946.
- Jeremias Gotthelf: Uli der Pächter. Hrsg. von Hans Franck. Holzschnitte von Johannes Lebek. Union-Verlag, Berlin 1957.
- Erich-Heinz Arnold (Hrsg.): Mein dickes Rätselbuch, Eine Sammlung alter und neuer Rätsel- und Ratespiele für Kinder. Illustriert von Johannes Lebek. Hofmeister, Leipzig 1957.
- Bruno Rüger: Rätsel, Jux und Zauberei. Ein fröhliches Beschäftigungsbuch. Illustrationen von Johannes Lebek. Hofmeister, Leipzig 1958 (2. Aufl., 1962).
- Hans Franck (Hrsg.): Jeremias Gotthelf. Holzschnitte von Johannes Lebek. Union-Verlag, Berlin 1959.
- Steen Steensen Blicher: Geschichten aus Jütland. Ausgewählt aus dem Dänischen übertragen und eingeleitet von Alfred Otto Schwede. Holzschnitte von Johannes Lebek. Evangelische Verlags Anstalt, Berlin 1966.
- Margarete Meley-Fiebig: Es blühen die Dornen. Vier Erzählungen. Holzstiche von Johannes Lebek. Evangelische Verlags Anstalt, Berlin 1969.
- Alfred Müller: Die Bürger von Zeitz. Aus ihrem Leben und Wirken in der Vergangenheit. Eine soziologisch-historische Untersuchung. Mit Illustrationen von Johannes Lebek. Zeitz 1972 (Schriften des Museums Moritzburg, Zeitz Band 6)
- Alfred Otto Schwede: Karelische Legende. Mit Holzschnitten von Johannes Lebek. Walter, Göttingen 1986.
- Das Märchen von dem Fischer und seiner Frau. Mit Holzstichen von Johannes Lebek. Kurt-Bösch-Presse, Zollikon, Zürich 1989 (Kurt-Bösch-Presse 12)
- Johann Wolfgang von Goethe: Der Zauberlehrling. Mit Farbholzschnitten von Johannes Lebek. Kurt-Bösch-Presse, Zollikon, Zürich 1990 (Kurt-Bösch-Presse 13)

## Ausstellungen
- Der Illustrator Johannes Lebek. 1988, Universitäts- und Stadtbibliothek Köln. Köln 1988.
- Vier Meister des Holzschnitts. Fritz Eichenberg, Johannes Lebek, Hans Alexander Müller, Hellmut Weissenborn. Alfons-Dick-Galerie der Sparkasse Memmingen, Memmingen, 1988
- Ausstellung zum 100. Geburtstag von Johannes Lebek. 2001. Museum Schloss Moritzburg. Zeitz 2001.
- Johannes Lebek: The Artist As a Witness of His Time, 2002, Stanford University’s Cecil H. Green Library.
- Lebeks Gothland. Ausstellung anlässlich der Inszenierung von Grabbes Herzog Theodor von Gothland im Landestheater Detmold. Detmold 2015.